# Cyprus op het Eurovisiesongfestival 2018

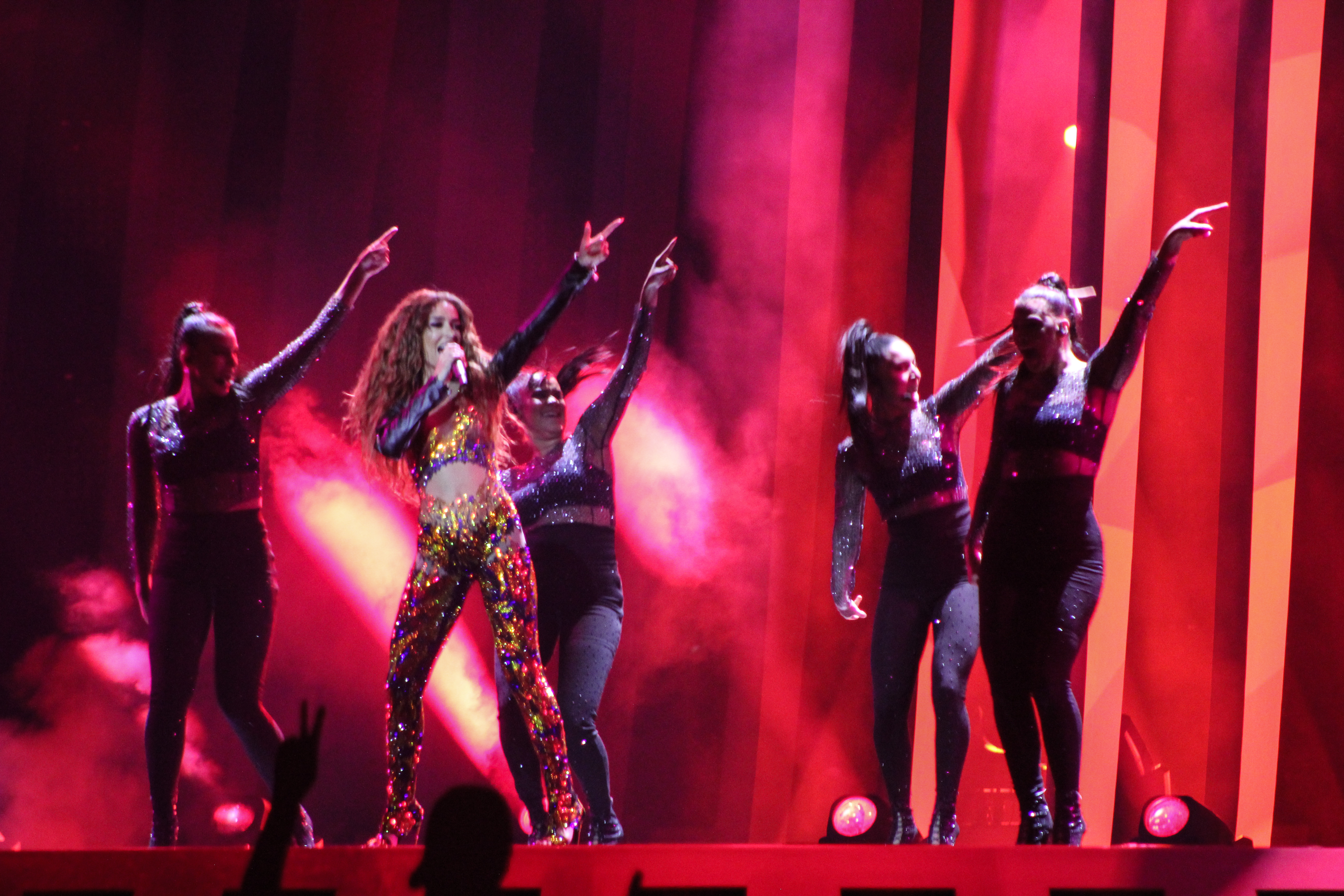
Eleni Foureira in Lissabon.

Cyprus nam deel aan het Eurovisiesongfestival 2018 in Lissabon, Portugal. Het was de 35ste deelname van het land aan het Eurovisiesongfestival. CyBC was verantwoordelijk voor de Cypriotische bijdrage voor de editie van 2018.

## Selectieprocedure
Op 12 september 2017 bevestigde CyBC te zullen deelnemen aan de komende editie van het Eurovisiesongfestival. CyBC gaf meteen mee dat het de Grieks-Zweedse componist Alex Papaconstantinou had gevraagd om de Cypriotische bijdrage te componeren. CyBC zelf ging op zoek naar een geschikte artiest, en maakte op 1 februari 2018 bekend dat Eleni Foureira intern was geselecteerd om Cyprus te vertegenwoordigen in Lissabon. Op 2 maart 2018 werd haar inzending gepresenteerd: Fuego.

## In Lissabon
Cyprus trad aan in de eerste halve finale, op dinsdag 8 mei 2018. Eleni Foureira was als negentiende en laatste aan de beurt, net na Ryan O'Shaughnessy uit Ierland. Ze werd tweede met 262 punten. In de finale trad ze als 25ste en voorlaatste op, wederom na Ryan O'Shaughnessy uit Ierland en gevolgd door Ermal Meta & Fabrizio Moro uit Italië. Ze werd uiteindelijk tweede met 436 punten. Het was het beste resultaat tot dan toe voor Cyprus op het Eurovisiesongfestival.
1981 · 1982 · 1983 · 1984 · 1985 · 1986 · 1987 · 1988 · 1989 · 1990 · 1991 · 1992 · 1993 · 1994 · 1995 · 1996 · 1997 · 1998 · 1999 · 2000 · 2001 · 2002 · 2003 · 2004 · 2005 · 2006 · 2007 · 2008 · 2009 · 2010 · 2011 · 2012 · 2013 · 2014 · 2015 · 2016 · 2017 · 2018 · 2019 · 2020 · 2021 · 2022 · 2023 · 2024 · 2025
Albanië · Armenië · Australië · Azerbeidzjan · België · Bulgarije · Cyprus · Denemarken · Duitsland · Estland · Finland · Frankrijk · Georgië · Griekenland · Hongarije · Ierland · IJsland · Israël · Italië · Kroatië · Letland · Litouwen · Macedonië · Malta · Moldavië · Montenegro · Nederland · Noorwegen · Oekraïne · Oostenrijk · Polen · Portugal · Roemenië · Rusland · San Marino · Servië · Slovenië · Spanje · Tsjechië · Verenigd Koninkrijk · Wit-Rusland · Zweden · Zwitserland